# فصول في أديان الهند
فصول في أديان الهند الهندوسية والبوذية والجينية والسيخية وعلاقة التصوف بها هو كتاب كتبه ضياء الرحمن عزمي عن الهندوسية من منظور إسلامي. نُشر الكتاب عام 1997 من دار البخاري، المدينة المنورة، ثم في عام 2002 من مكتبة رشد، المملكة العربية السعودية. يعد الكتاب أحد النصوص الرئيسية عن الهندوسية والدين الهندي في مجال الدراسات الإسلامية. يقدم هذا الكتاب دراسة علمية للديانات الأربع الرئيسية في الهند، الهندوسية والبوذية والجاينية والسيخية، من منظور إسلامي. ويزعم المؤلف في الكتاب أن هذه الديانات الثلاث متشابهة وأن أسسها ترتكز في معظمها على معتقدات وأفكار وعادات قديمة.

## تاريخ
هذا الكتاب هو في الواقع مجموعة من مقالات المؤلف، والتي نشرت في "مجلة الجمعية الإسلامية بالمدينة المنورة" الصادرة عن الجامعة الإسلامية.
ثم عندما تم تعيينه أستاذا في جامعة المدينة المنورة، كان مسؤولا أيضا عن تدريس "أديان العالم". ومن بين أمور أخرى، أنه عندما أسندت إليه هذه المسؤولية، قام بإعداد نص "الدين" من المقالات ثم أعاد ترتيب هذه المقالات للاستخدام العام ونشرها في شكل كتاب. والآن يتناول هذان الكتابان "الدين" وهما "اليهودية والمسيحية" (دراسات في اليهودية وأديان النصرانية) و"دين الهند" الصادران في مجلد واحد بعنوان دراسات في اليهودية والمسيحية والأديانيل هند (دراسات في اليهودية والمسيحية). وأديان الهند، دراسات في الديانات اليهودية والمسيحية والهندية/دراسة مقارنة لليهودية والمسيحية والأديان الهندية), تحتوي على 784 صفحة،, تصدره مكتبة الرشد، وهي مطبعة مشهورة في المملكة العربية السعودية، لتشابه المحتوى وحتى الآن صدرت منه سبع طبعات. تنشر المؤسسة هذا الكتاب كل عام لأنه يحظى بشعبية كبيرة بين المعلمين والطلاب في الجامعات الإسلامية المحلية.}}

## مواقع أخرى
- فصول في أديان الهند في موقع Islamhouse.com